# Inspektorat Uzbrojenia
Inspektorat Uzbrojenia (IU) – jednostka organizacyjna Ministerstwa Obrony Narodowej z siedzibą w Warszawie utworzona na mocy decyzji Nr Z-91/Org./P1 Ministra Obrony Narodowej z 5 listopada 2010 r. Pierwszym Szefem IU był generał dywizji Andrzej Duks, który 1 października 2012 roku przekazał kierowanie jednostką generałowi brygady Sławomirowi Szczepaniakowi. Od 1 lipca 2015 r. Inspektoratem Uzbrojenia kierował pułkownik dr Adam Duda, który 1 sierpnia 2015 r. został awansowany przez Prezydenta RP Bronisława Komorowskiego na stopień generała brygady. Od 16 grudnia 2016 r. do 31 lipca 2020 r. Szefem IU był generał brygady Dariusz Pluta. Od 1 sierpnia 2020 r. czasowo pełniącym obowiązki Szefa Inspektoratu Uzbrojenia został płk dr Romuald Maksymiuk. Od 1 stycznia 2022 roku Agencja Uzbrojenia zastąpiła Inspektorat Uzbrojenia.
Inspektorat Uzbrojenia powstał na bazie kilku istniejących ówcześnie komórek organizacyjnych:
1. Departamentu Zaopatrywania Sił Zbrojnych MON,
2. części Departamentu Polityki Zbrojeniowej MON odpowiedzialnej za prace rozwojowe i nadzór nad dokumentacją techniczną,
3. Biura Analiz Rynku Uzbrojenia,
4. Terenowego Oddziału Techniki Morskiej,
5. Oddziału Budowy i Modernizacji Okrętów,
6. Biura Pełnomocnika MON ds. Wdrażania Systemu Samolotu Wielozadaniowego F-16
7. Biura Pełnomocnika ds. Wdrażania KTO Rosomak i PPK Spike.

Struktura organizacyjna IU jest oparta w szczególności o Szefostwo Uzbrojenia, Szefostwo Techniki Lądowej, Szefostwo Techniki Morskiej, Szefostwo Techniki Lotniczej, Szefostwo Dowodzenia i Łączności, Oddział Wsparcia Analiz i Sprawozdawczości oraz Oddział Zamówień Zagranicznych. 
Do głównych zadań Inspektoratu należy m.in.:
- realizacja fazy analityczno-koncepcyjnej w procesie pozyskiwania sprzętu wojskowego, w tym w szczególności opracowanie: Studium Wykonalności, Wstępnych Założeń Taktyczno-Technicznych (WZTT) i analiz rynku;
- realizacja procedur związanych z pozyskiwaniem sprzętu wojskowego;
- przygotowanie i prowadzenie postępowań o udzielanie zamówień na realizację prac rozwojowych, dostaw i usług sprzętu wojskowego, opracowywanie, zawieranie, nadzór nad realizacją oraz rozliczanie umów cywilnoprawnych wynikających z planów modernizacji technicznej Sił Zbrojnych, w tym z ustanowionych Programów Uzbrojenia, a także z funduszy i pożyczek;
- wykonywanie analiz dotyczących rozwoju techniki i rynku w obszarach tematycznych, które potencjalnie mogą mieć wpływ na główne kierunki modernizacji technicznej Sił Zbrojnych;
- współpraca z rzecznikiem patentowym Ministra Obrony Narodowej w obszarze wydawania opinii dotyczących związku projektów wynalazczych dotyczących obronności Państwa;
- realizowanie zadań wynikających ze sprawowania przez Szefa Inspektoratu funkcji dysponenta środków budżetowych trzeciego stopnia;
- uzgadnianie projektów Programów Operacyjnych i planów modernizacji technicznej Sił Zbrojnych w zakresie możliwości ich realizacji;
- współpraca z Ministerstwem Nauki i Szkolnictwa Wyższego i jego agencjami wykonawczymi, w szczególności z Narodowym Centrum Badań i Rozwoju (NCBiR) w ramach realizacji procesu pozyskiwania sprzętu wojskowego dla Sił Zbrojnych;
- wykonywanie zadań wynikających ze współpracy z Agencją Wsparcia NATO (NATO Support Agency - NSPA);
- wykonywanie zadań wynikających z międzynarodowych umów i porozumień w zakresie pozyskiwania sprzętu wojskowego;
- realizowanie przedsięwzięć związanych z dostawami sprzętu wojskowego w ramach wykorzystywanych funduszy pomocy bezzwrotnej i pożyczek zagranicznych, w tym realizowanych w systemie FMS (Foreign Military Sales);
- współpraca z NATO w obszarze zadań wynikających  z zakresu działania Inspektoratu;
- opracowywanie, w obszarze zadań wynikających z zakresu działania Inspektoratu i opiniowanie przekazanych do uzgodnień projektów aktów prawnych.

Szczegółowy zakres działania Inspektoratu Uzbrojenia zawiera załącznik do Decyzji nr 84/MON Ministra Obrony Narodowej z dnia 23 marca 2015 r. w sprawie nadania szczegółowego zakresu działania Inspektoratowi Uzbrojenia.

Insygnia
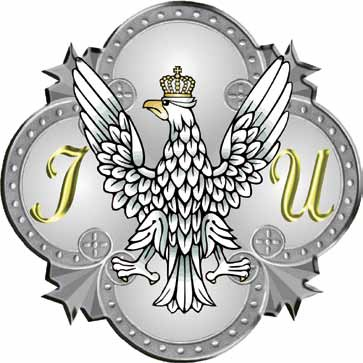
Odznaka pamiątkowa
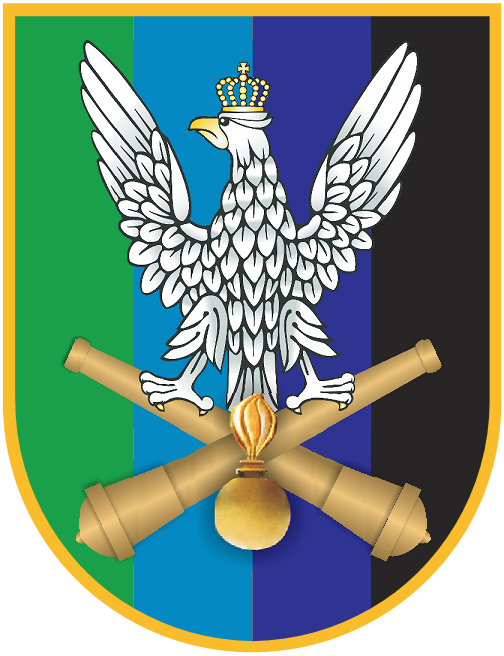
Oznaka rozpoznawcza na mundur wyjściowy
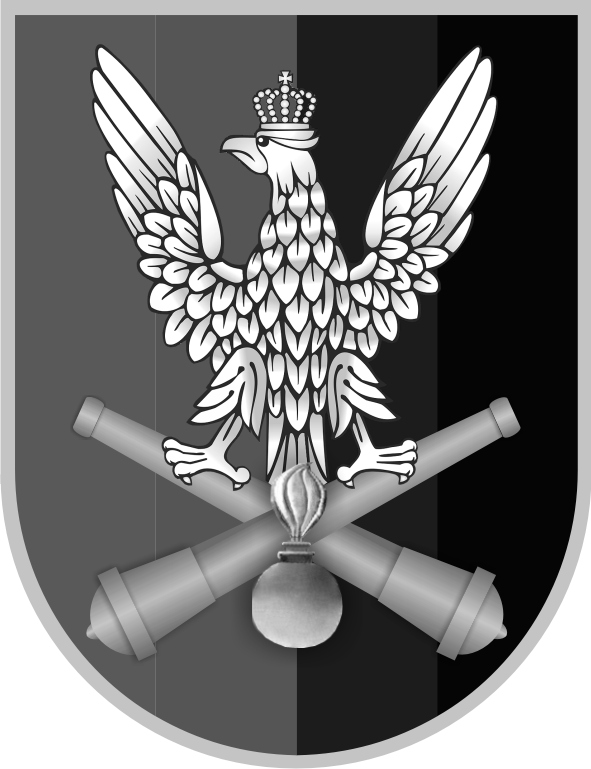
Oznaka rozpoznawcza na mundur polowy

## Szefowie IU
- gen. dyw. Andrzej Duks (1 stycznia 2011 – 30 września 2012)
- gen. bryg. Sławomir Szczepaniak (1 października 2012 – 30 czerwca 2015)
- gen. bryg. Adam Duda (1 lipca 2015 – 15 grudnia 2016)
- gen. bryg. Dariusz Pluta (16 grudnia 2016 – 31 lipca 2020)[2]
- cz.p.o. płk Romuald Maksymiuk (1 sierpnia 2020 – 30 listopada 2020)[3]
- gen. bryg. Bogdan Dziewulski (1 grudnia 2020 – 19 lipca 2021)[4][5][1]
- cz.p.o. płk Artur Kuptel (19 lipca 2021 – 31 grudnia 2021)[6][7][1]